# Festiwal Nauki, Techniki i Sztuki
Festiwal Nauki, Techniki i Sztuki (Festival der Wissenschaft, Technik und Kunst) ist ein seit 2001 in Łódź stattfindendes Festival, dessen Ziel die Verbreitung der Errungenschaften von Lodzer Wissenschaftler und Künstler, Popularisierung der Wissenschaft und Kunst, sowie Integration der Wissenschaftler mit der Stadtbevölkerung ist. Das Festival wird in der Regel im April veranstaltet. 
Das Festivalprogramm bietet zahlreiche Vorträge, Aufführungen, Open-Air-Darstellungen und Workshops an, wobei die meisten Veranstaltungen für das Publikum kostenlos und offen sind. Der Hauptveranstalter ist die Wissenschaftliche Gesellschaft in Łódź, die bei der Festivalvorbereitung und -durchführung mit den Lodzer Hochschulen, wissenschaftlichen und technischen Organisationen und der Stadtverwaltung zusammenarbeitet. 
Während des Festivals wird der Preis „Łódzkie Eureka“ für ausgezeichnete wissenschaftliche und künstlerische Leistung verliehen.   